# Zapovednik Oekraïense Steppe
Zapovednik Oekraïense Steppe (Oekraïens: Український степовий природний заповідник; Russisch: Украинский степной природный заповедник) is een strikt natuurreservaat gelegen in de oblast Donetsk van Oekraïne. De oprichting tot zapovednik vond plaats op 22 juli 1961 per decreet van de Raad van Ministers van de Oekraïense SSR. Zapovednik Oekraïense Steppe heeft een oppervlakte van 31,332 km², onderverdeeld over vier clusters.

## Deelgebieden
Zapovednik Oekraïense Steppe werd in 1961 opgericht door vier al bestaande natuurgebieden samen te voegen, te weten: Chomoetovski step, Kamjani Mohyly, Mychajlivska Tsilyna en Striltsivsky step. De laatstgenoemde werd in 1968 overgeheveld naar Zapovednik Loehansky. In 1988 werd er een vierde deelgebied aan toegevoegd, Krejdljana flora, gelegen aan de oevers van de Severski Donets. Op 19 augustus 2008 werd er een vijfde deelgebied aan de zapovednik toegevoegd, Kalmioeske. De laatste verandering vond plaats op 11 december 2009, toen deelgebied Mychajlivska Tsilyna een zelfstandig natuurreservaat werd, onder de naam Zapovednik Mychajlivska Tsilyna.
- Chomoetovski step (Хомутовський степ) - Heeft een oppervlakte van 10,304 km². Werd opgericht in 1926.[1]
- Kamjani Mohyly (Кам'яні Могили) - Heeft een oppervlakte van 3,892 km². Werd opgericht in 1927.[1]
- Krejdljana flora (Крейдяна флора) - Heeft een oppervlakte van 11,34 km². Werd opgericht in 1988.[1]
- Kalmioeske (Кальміуське) - Heeft een oppervlakte van 5,796 km². Werd opgericht in 2008.[1]

## Kenmerken
Zapovednik Oekraïense Steppe bestaat uit verschillende steppegemeenschappen. Van bijzonder belang zijn de veertien soorten vedergrassen in het reservaat. Andere biotopen zijn bijvoorbeeld hellingbossen, kloven en dennenbossen. Zeldzame plantensoorten die hier voorkomen zijn onder meer Tulipa suaveolens, Tulipa sylvestris, Paeonia tenuifolia, Stipa lessingiana en vele anderen. Dit is ook het leefgebied van diersoorten als oostelijke blinde muis (Spalax microphthalmus), langooregel (Hemiechinus auritus), gevlekte bunzing (Vormela peregusna), keizerarend (Aquila heliaca), grote trap (Otis tarda), kwartelkoning (Crex crex) en zwartkopgors (Emberiza melanocephala).

## Afbeeldingen

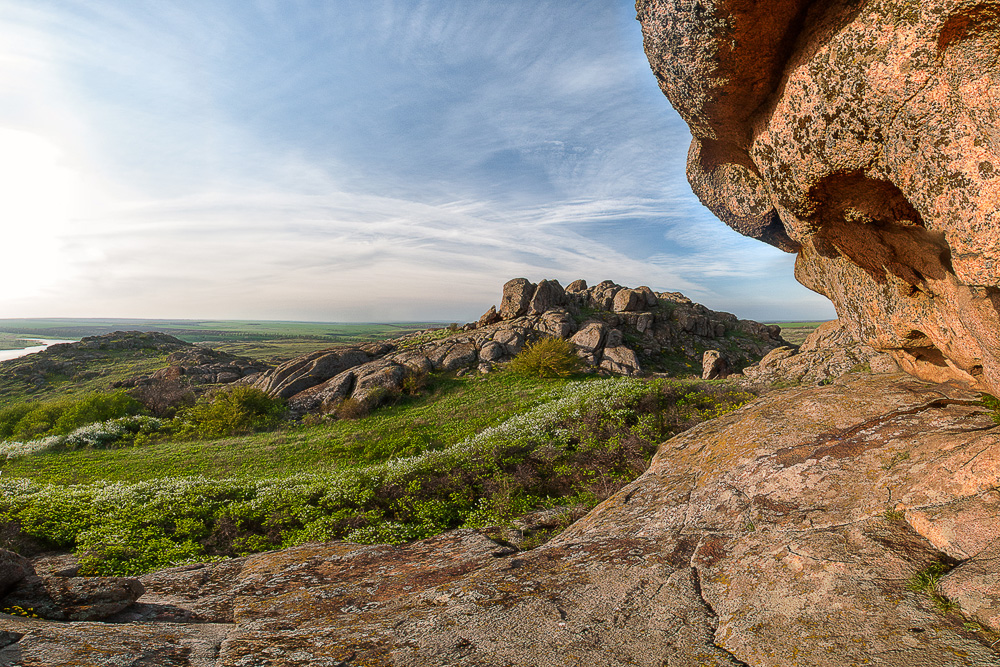
Deelgebied "Kamjani Mohyly".
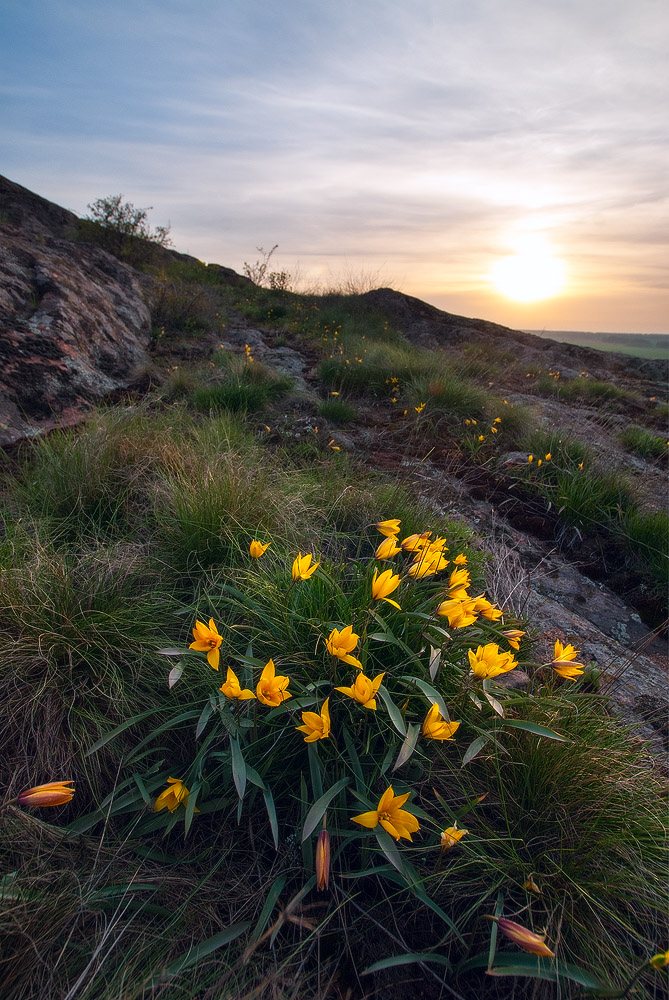
Tulipa sylvestris in deelgebied "Kamjani Mohyly".
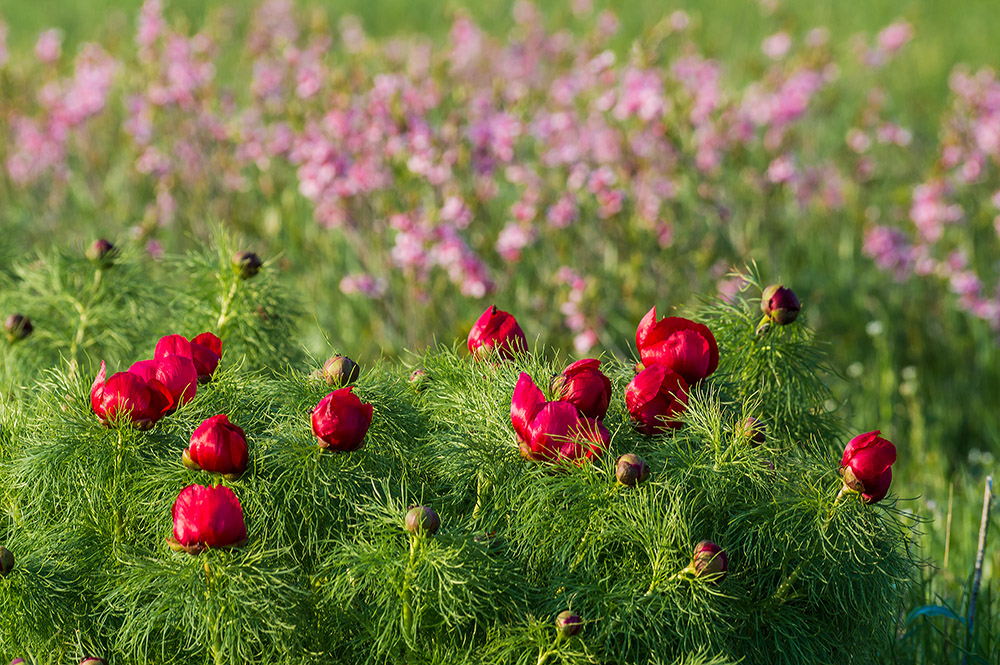
Paeonia tenuifolia in deelgebied "Chomoetovski step".
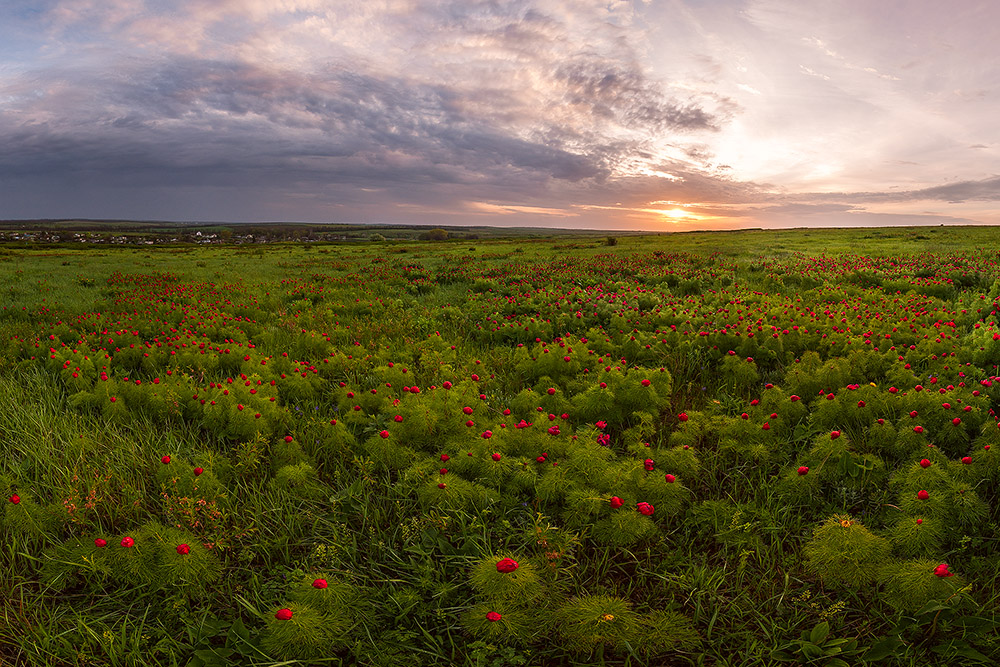
Bloeiende steppe in deelgebied "Chomoetovski step".
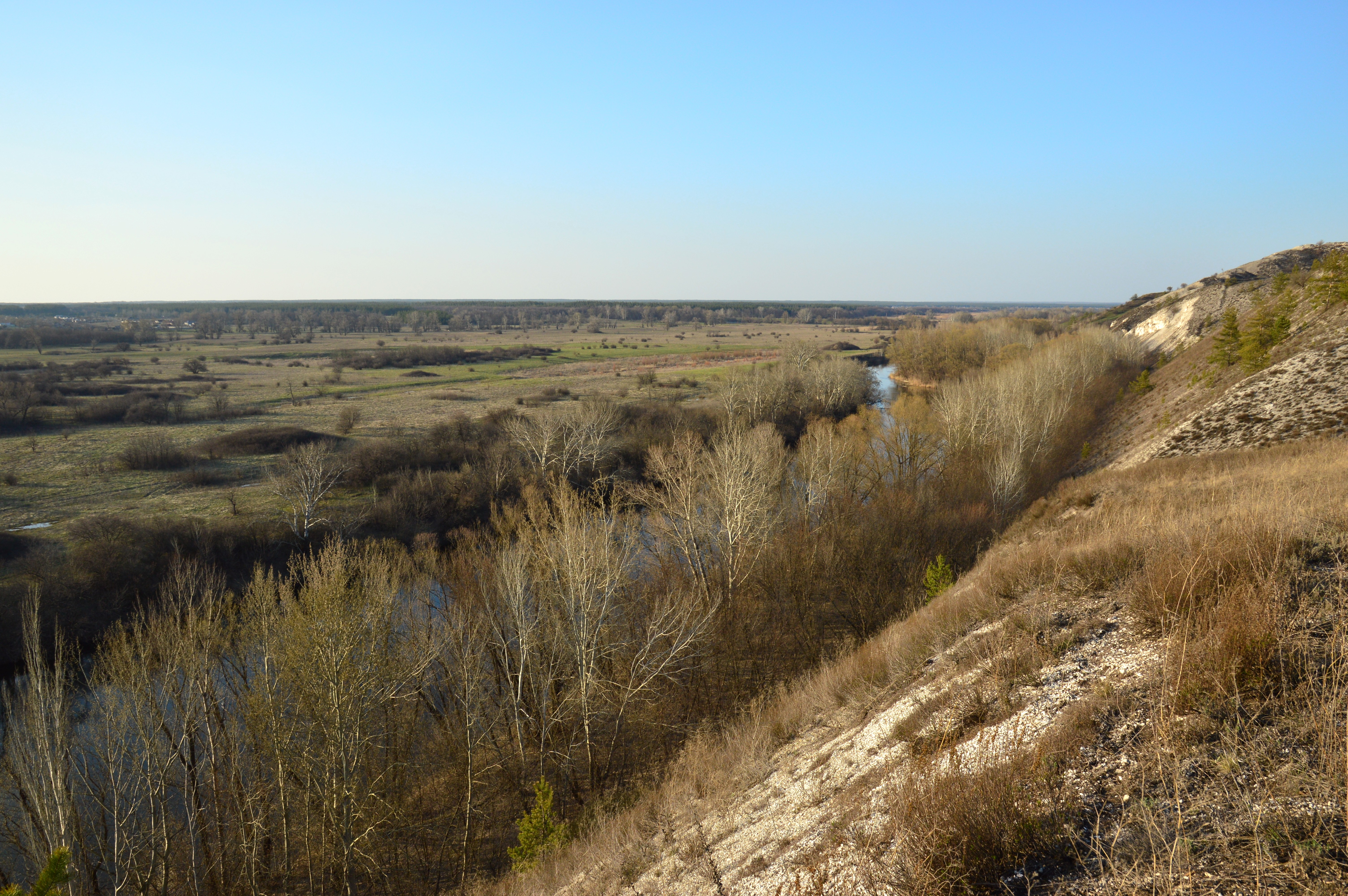
Landschap in de vallei van de Severski Donets in deelgebied "Krejdljana flora".
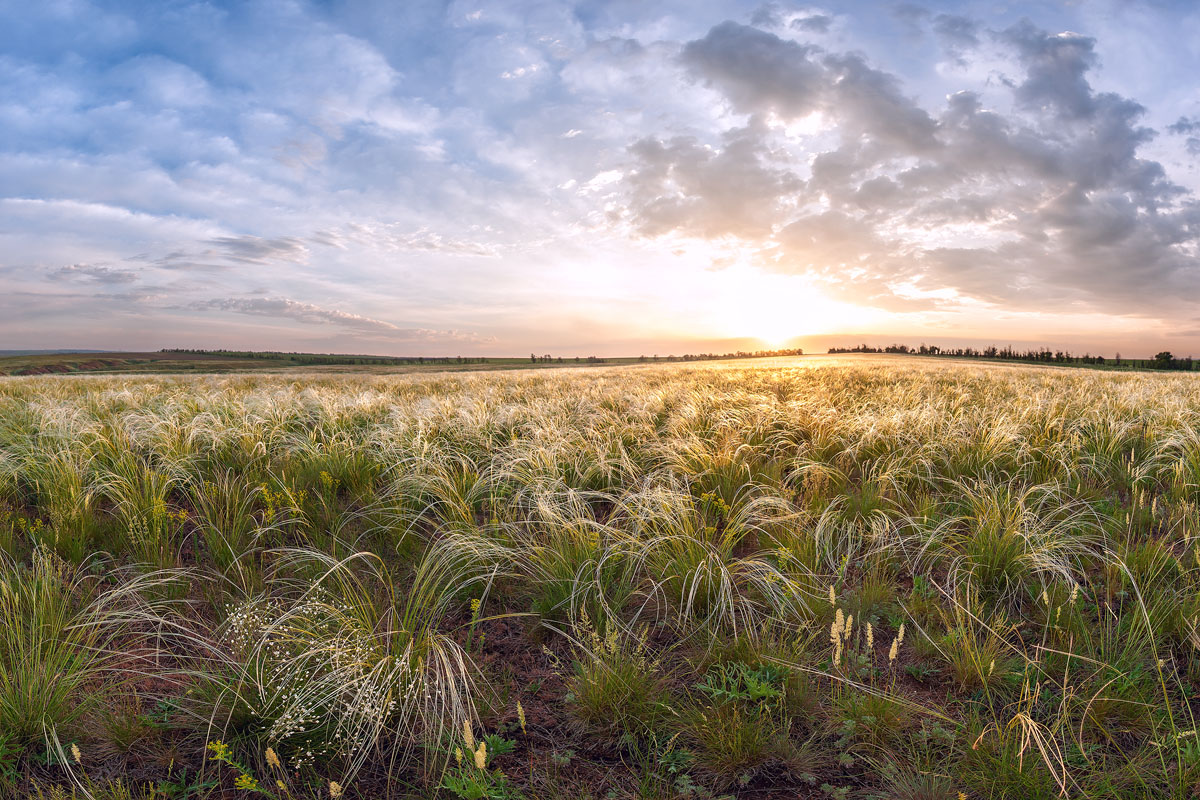
Vedergrassen in deelgebied "Kalmioeske".
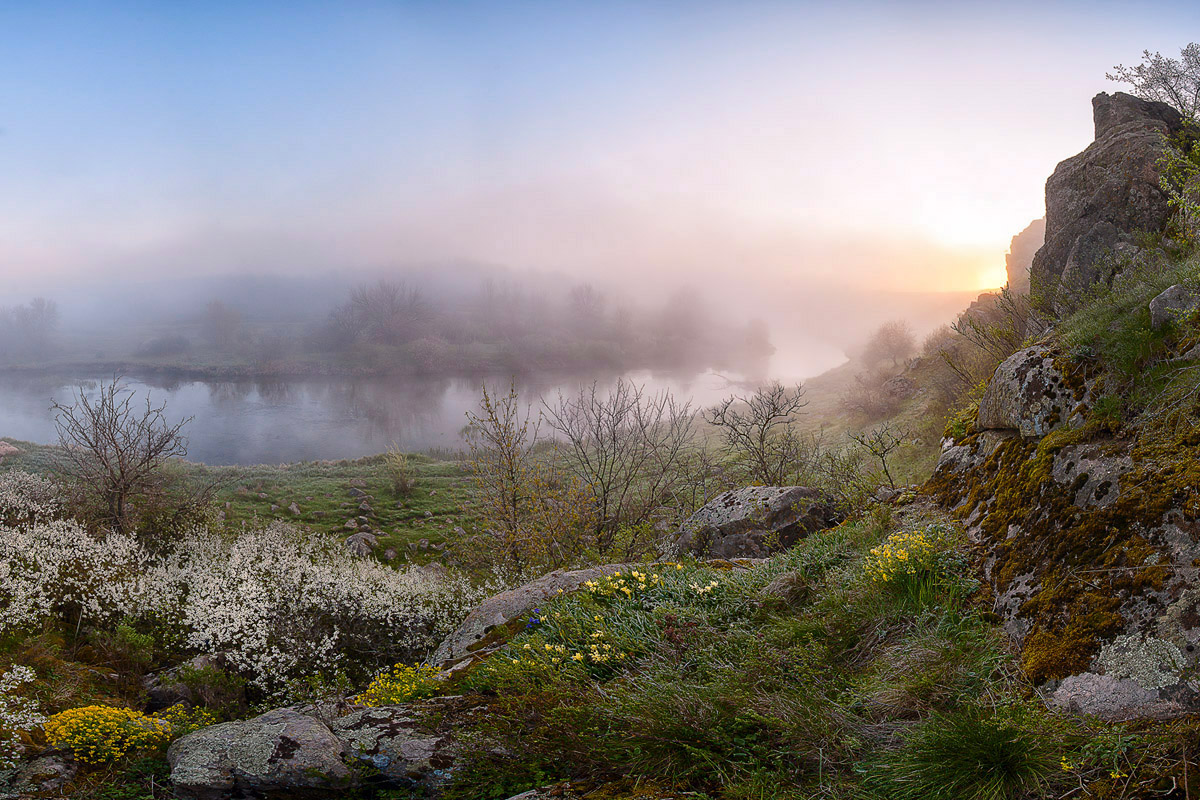
Severski Donets in deelgebied "Kalmioeske".

...
Askania-Nova · 
Doenajsky · 
Gorgani · 
Karpaten · 
Loehansky · 
Medobory · 
Oekraïense Steppe · 
Tsjernobyl · 
Zwarte Zee
...